# Estação Église de Pantin
Église de Pantin é uma estação da linha 5 do Metrô de Paris, localizada na comuna de Pantin.

## Localização
A estação está localizada em Pantin, na avenue Jean-Lolive, ao nível da igreja e do cruzamento com a rue Charles-Auray.

## História

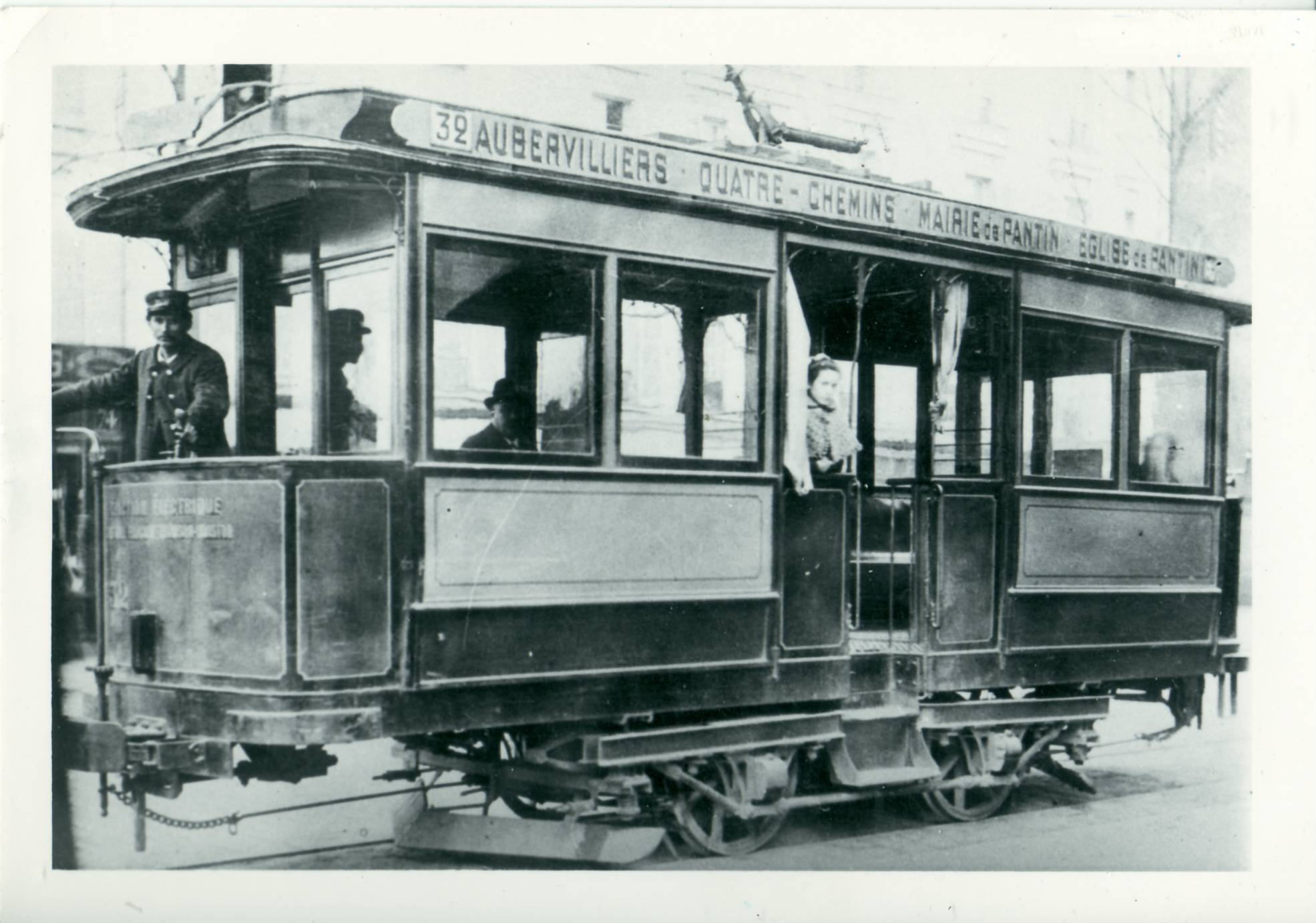
Église de Pantin foi o ponto final das linhas de bonde, como este para a Prefeitura de Aubervilliers.

A estação foi inaugurada em 1942. Ela serviu de terminal da linha 5 até 25 de abril de 1985, quando a extensão até a estação Bobigny - Pablo Picasso foi lançada.
Seu nome vem de sua proximidade com a igreja de Pantin. 
A estação era um importante ponto de conexão com as linhas de ônibus que circulavam na RN3 para os subúrbios a leste. Esse papel diminuiu com a extensão da linha para Bobigny.
Na manhã de 7 de junho de 1982, após uma tempestade violenta no dia anterior, a água da chuva correu pelos canteiros de obras da extensão para Bobigny e invadiu o terminal de Église de Pantin. Dezoito trens foram completamente inutilizados e a operação da linha 5 só pôde ser operada precariamente por alguns dias. O equipamento de emergência teve que ser transferido das outras linhas e os materiais Sprague-Thomson na linha 9 foram colocados de volta em serviço para mitigar as consequências desse acidente.
Em 2012, 3 680 827 passageiros entraram nesta estação. Ela viu entrar 3 693 931 passageiros em 2013, o que a coloca na 143ª posição das estações de metrô por sua frequência.

## Serviços aos passageiros

### Acesso
A estação possui cinco acessos, dos quais um leva a um terminal de ônibus servido por quatro linhas de ônibus. O acesso de no 4, atípico, é inserido em um imóvel ao no 122 da avenue Jean-Lolive.

### Plataformas

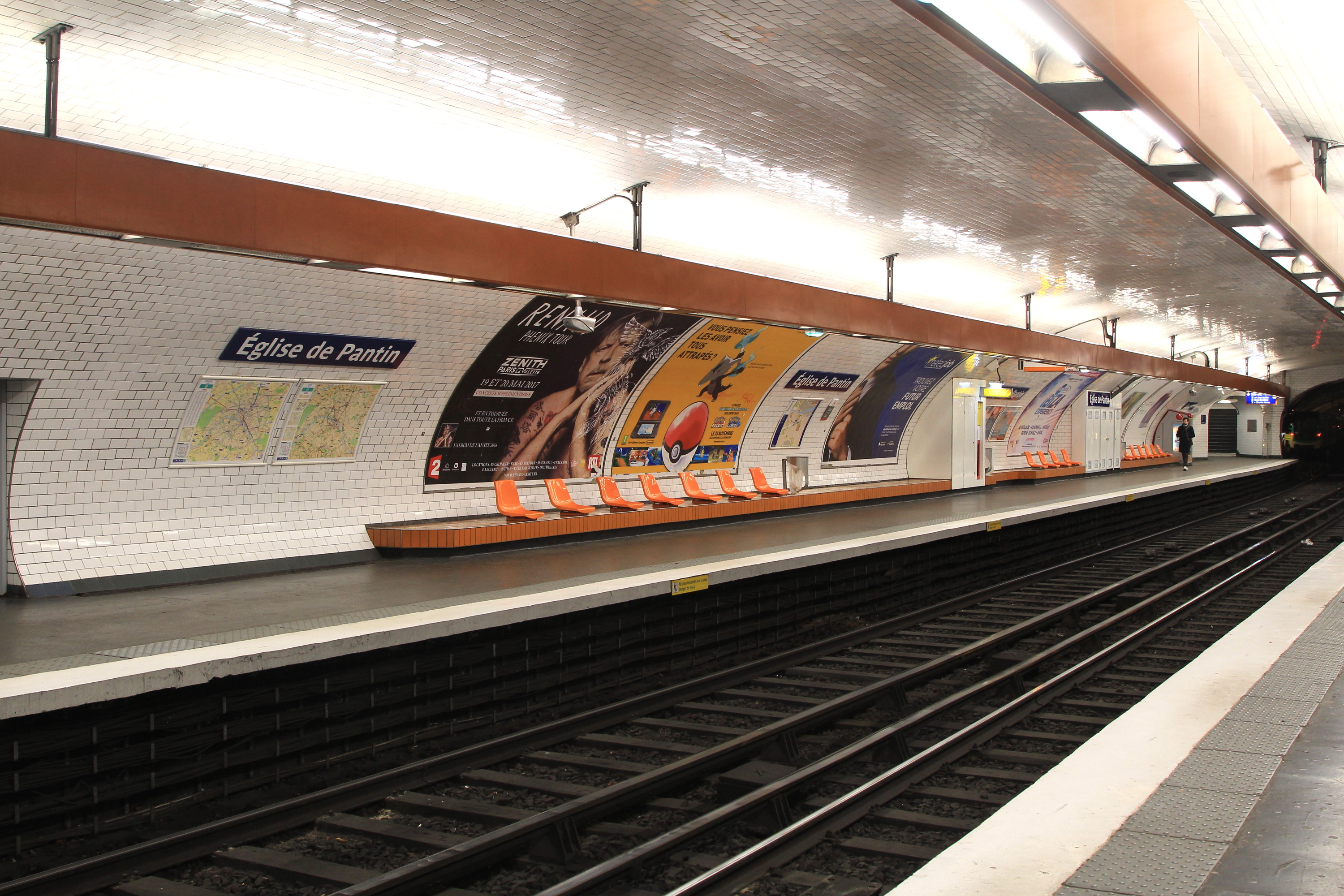
Plataforma para Place d'Italie.

A estação é de configuração padrão: as plataformas laterais são separadas pelas vias do metrô situadas ao centro e a abóbada é elíptica. Elas são decoradas no estilo "Andreu-Motte": elas possuem uma rampa leve, bancos ladrilhados e assentos laranja " Motte ". Azulejos brancos e planos cobrem os pés-direitos, a abóbada e o tímpano. Os quadros publicitários são metálicos e o nome da estação é inscrito na fonte Parisine em placa esmaltada.

### Intermodalidade
A estação é servida pelas linhas 61, 145, 147 e 249 da rede de ônibus RATP e, à noite, pela linha N45 da rede Noctilien.

## Projeto
Em 2022, ela será atendida pela linha 3 do T Zen.

## Pontos turísticos
- Igreja de Saint-Germain de Pantin
- Canal de l'Ourcq
- Centre national de la fonction publique territoriale (CNFPT)
- Ciné 104
- Lycée professionnel Simone-Weil